# Planina v Podbočju
Planina v Podbočju je naselje v Občini Krško.